# Хилл, Айвен
Айвен Джей Хилл (англ. Ivan J. Hill; род. 30 марта 1961 года , Лос-Анджелес штат Калифорния) — американский серийный убийца, совершивший серию из как минимум 9 доказанных убийств на территории разных пригородов города Лос-Анджелеса в период с 1986 по 1994 годы. Трупы своих жертв Хилл сбрасывал вдоль восточно-западной автомагистрали штата Калифорния под названием «California State Route 60», благодаря чему он получил прозвище «Убийца с автомагистрали 60» (англ. 60 Freeway Killer). Причастность Хилла к совершению убийств была доказана на основании результатов ДНК-экспертизы. Одно из убийств Айвен Хилл совершил на территории Южного Лос-Анджелеса, известного высоким уровнем преступности и низким уровнем жизни населения, за что получил также прозвище «Южный душитель» (англ. Southside Slayer). Айвен Хилл подозревался в совершении еще нескольких убийств, так как на протяжении 1980-х и 1990-х годов в Южном Лос-Анджелесе было убито более 100 женщин и действовали сразу 6 серийных убийц.

## Биография
Айвен Хилл родился 30 марта 1961 года в Лос-Анджелесе. Был вторым ребенком в семье из пяти детей. Вырос в социально-неблагополучной обстановке, его отец проявлял агрессию по отношению к своим детям и матери Айвена. Незадолго до рождества 1968 года отец Хилла в ходе одной из ссор выстрелил из винтовки 22-го калибра в лицо его матери, в результате чего оказался в тюрьме. Несмотря на тяжелое ранение, мать Айвена выжила и впоследствии развелась с его отцом, благодаря чему в его воспитании стали принимать участие бабушка. Из-за материальных трудностей его матери в дальнейшем приходилось работать на двух работах, по причине чего Айвен на протяжении 1970-х годов принимал участие в воспитании младших братьев и сестер. 
Юношеские годы Хилл провел в городе Помона, где посещал школу Pomona High School. В школьные годы Айвен занимался спортом, входил в школьную команду по американскому футболу и  был избран капитаном команды. Большинство из его знакомых тех лет отзывались о нем крайне положительно. В 1978 году, за год до окончания школы Хилл стал увлекаться наркотическими средствами и потерял интерес к учебе. Испытывая материальные трудности, Хилл в начале 1979 года начал вести криминальный образ жизни и совершать кражи.

## Криминальная карьера
В январе 1979 года Хилл совместно с сообщниками совершил несколько ограблений. 23 января 1979 года 17-летний Хилл и его сообщник 18-летний Венсон Майерс ограбили винный магазин в городе Глендора, в ходе которого Майерс убил одного работника магазина и тяжело ранил другого. За это преступление Венсон Майерс был приговорен к пожизненному лишению свободы без права на условно-досрочное освобождение. Будучи несовершеннолетним, Айвен Хилл был признан виновным в соучастии убийства, но из-за сотрудничества со следствием получил в качестве наказания незначительный срок заключения. 
Во время заключения Хилл окончил школу, получил аттестат о среднем образовании и получил образование в одном из колледже, после чего получил условно-досрочное освобождение и вышел на свободу в середине 1980-х. После освобождения Хилл провел много времени в долине Сан-Габриэль, постоянно меняя места жительства. В разное время он работал поденщиком, кладовщиком и водителем вилочного погрузчика. В конце 1980-х он снова был арестован за совершение кражи и был осужден. В очередной раз Айвен вышел на свободу в феврале 1993 года. Испытывая проблемы с трудоустройством, Хилл вынужден был заниматься низкоквалифицированным трудом и вскоре снова начал вести криминальный образ жизни. Совершив в течение года несколько краж и ограблений, в начале 1994 года он снова был арестован, осужден и получил в качестве наказания 10 лет лишения свободы. 
Во время отбывания наказания у него был изъят образец крови. Он должен был выйти на свободу в феврале 2004 года, но в марте 2003 года ДНК-тестирование образца крови Хилла показало соответствие его профиля с профилем неустановленного серийного убийцы, который оставил свои биологические следы во время нападений на шестерых женщин в разных пригородах Лос-Анджелеса вдоль восточно-западной автомагистрали штата Калифорния под названием «California State Route 60» с ноября 1993 года по январь 1994 года. На основании этого в ноябре 2003 года Айвену Хиллу были предъявлены обвинения в убийстве 37-летней Бетти Сью Харрис, которая была задушена 1 ноября 1993 года в городе Помона, 31-летней Роксаны Бейтс, жительницы Помоны, чье тело было найдено четыре дня спустя в городе Чино, 36-летней Хелен Хилл, которая была задушена в пригороде Лос-Анджелеса под названием Уолнат, 35-летней Донны Голдсмит, которая была найдена убитой 16 ноября, 34-летней Шерил Сэйерс, которая также была найдена задушенной 30 декабря 1993 года в окрестностях города Помона, и 33-летней Дебры Браун, чье тело было найдено 12 января 1994 года в городе Онтарио

## Суд
Судебный процесс над Айвеном Хиллом открылся в октябре 2006 года. Его  адвокаты пытались добиться снисхождения для него на основании того, что Хилл был подвергнут издевательствам в детстве, что привело в итоге к психическим, эмоциональным и поведенческим проблемам, используя для этого показания свидетелей, в том числе матери ХиллаСам Айвен Хилл утверждал, что все убийства совершил в состоянии аффекта — который характеризуется полным помрачением сознания и неуправляемым импульсивным действием, наступившим в результате депрессивного расстройства, которое развилось у него в сентябре 1993 года на фоне расставания с подругой, увольнения с работы и наркотической зависимости. Однако эти обстоятельства суд посчитал незначительными и не исключающими вменяемость Хилла. Он был признан виновным в совершении 6 убийств и 21 марта 2007 года в качестве наказания получил смертную казнь. 
В конце 2008 года на основании результатов еще одного ДНК-тестирования, следствие связало Хилла еще с двумя убийствами, в связи с чем ему были предъявлены новые обвинения. В мае 2009 года в ходе нового судебного разбирательства Айвен Хилл признал себя виновным в убийстве 35-летней Лорны Рид, которую он задушил 11 февраля в пригороде Лос-Анджелеса под названием Сан-Димас и в убийстве Ронды Джексон, которую он убил 27 февраля 1987 года в городе Помона. На основании этого суд приговорил его к дополнительному сроку в виде пожизненного лишения свободы без права на условно-досрочное освобождение. По состоянию на май 2022 года, 61-летний Айвен Хилл жив и дожидается исполнения своего приговора в камере смертников тюрьмы Сан-Квентин